# Pratviel
Pratviel – miejscowość i gmina we Francji, w regionie Oksytania, w departamencie Tarn.
Według danych na rok 1990 gminę zamieszkiwały 84 osoby, a gęstość zaludnienia wynosiła 12 osób/km² (wśród 3020 gmin regionu Midi-Pireneje Pratviel plasuje się na 979. miejscu pod względem liczby ludności, natomiast pod względem powierzchni na miejscu 1326.).